# Chlorochaeta ingrata
Chlorochaeta ingrata är en fjärilsart som beskrevs av Alfred Ernest Wileman 1911. Chlorochaeta ingrata ingår i släktet Chlorochaeta och familjen mätare. Inga underarter finns listade i Catalogue of Life.